# Ligue européenne de rink hockey 2010-2011
Navigation
Ligue européenne 2009-2010 Ligue européenne 2011-2012
La Ligue européenne de rink hockey 2010-2011 est la 46e édition de la plus importante compétition européenne de rink hockey entre équipes de club, et la 4e sous la dénomination Ligue européenne.

## Participants
Les 16 équipes participantes sont le champion en titre de la Ligue européenne, le FC Barcelone, les deux clubs finalistes de la Coupe CERS de la saison 2009-2010 et les clubs vainqueurs de leur Ligue ou championnat national. Pour compléter la liste de 16, les meilleurs clubs au ranking européen sont également sélectionnés.

## Déroulement
Cette édition 2010-2011 se déroule en deux phases : une phase de poules et un Final Eight.
Durant la phase de groupes, les 16 équipes sont réparties dans 4 groupes de 4 équipe chacun. À l'intérieur d'un groupe, chaque équipe se rencontre sous la forme de matchs aller et retour. Chaque match donne droit aux points suivants : 3 en cas de victoire, 1 en cas de match nul et 0 en cas de défaite. Les deux meilleures équipees de chaque groupe sont qualifiées pour le Final Eight.
Le Final Eight regroupe sur 4 jours et en terrain neutre, les 8 meilleures équipes de la compétition.

Cette ultime phase est organisée sous la forme d'une coupe à élimination directe. L'équipe qui remporte tous ses matchs gagnera alors le trophée de la Ligue Européenne des Champions 2011.

## Phase de groupes

### Groupe A
Le groupe A est composé des équipes de Bassano Hockey, Genève RHC, HC Liceo et Reus Deportiu. Reus remporte ce groupe devant le club de Liceo.
| Rang | Équipe         | Pts | J | G | N | P | Bp | Bc | Diff |  | Résultats (dom.\ext.) |      |     |     |      |
| ---- | -------------- | --- | - | - | - | - | -- | -- | ---- |  | --------------------- | ---- | --- | --- | ---- |
| 1    | Reus Deportiu  | 15  | 6 | 5 | 0 | 1 | 40 | 18 | +22  |  | Reus Deportiu         |      | 6-3 | 5-3 | 7-1  |
| 2    | HC Liceo       | 12  | 6 | 4 | 0 | 2 | 37 | 18 | +19  |  | HC Liceo              | 5-3  |     | 5-1 | 12-0 |
| 3    | Bassano Hockey | 9   | 6 | 3 | 0 | 3 | 25 | 22 | +3   |  | Bassano Hockey        | 4-5  | 6-4 |     | 7-0  |
| 4    | Genève RHC     | 0   | 6 | 0 | 0 | 6 | 8  | 52 | -44  |  | Genève RHC            | 2-14 | 2-8 | 3-4 |      |

### Groupe B
Le groupe B est composé des équipes de FC Barcelone, CH Pati Blanes, Follonica Hockey et SCRA Saint Omer. Barcelone remporte ce groupe devant le club de Blanes.
| Rang | Équipe           | Pts | J | G | N | P | Bp | Bc | Diff |  | Résultats (dom.\ext.) |     |     |     |     |
| ---- | ---------------- | --- | - | - | - | - | -- | -- | ---- |  | --------------------- | --- | --- | --- | --- |
| 1    | FC Barcelone     | 18  | 6 | 6 | 0 | 0 | 35 | 7  | +28  |  | FC Barcelone          |     | 5-1 | 9-0 | 8-2 |
| 2    | CH Pati Blanes   | 8   | 6 | 2 | 2 | 2 | 13 | 15 | -2   |  | CH Pati Blanes        | 2-4 |     | 5-2 | 3-2 |
| 3    | Follonica Hockey | 5   | 6 | 1 | 2 | 3 | 12 | 25 | -13  |  | Follonica Hockey      | 2-4 | 2-2 |     | 4-4 |
| 4    | SCRA Saint Omer  | 2   | 6 | 0 | 2 | 4 | 9  | 22 | -13  |  | SCRA Saint Omer       | 0-5 | 0-0 | 1-2 |     |

### Groupe C
Le groupe C est composé des équipes de Candelária SC, CE Noia, CGC Viareggio et CP Vic. L'équipe de Ponta Delgada remporte ce groupe devant le club de Noia.
| Rang | Équipe        | Pts | J | G | N | P | Bp | Bc | Diff |  | Résultats (dom.\ext.) |     |     |     |     |
| ---- | ------------- | --- | - | - | - | - | -- | -- | ---- |  | --------------------- | --- | --- | --- | --- |
| 1    | Candelária SC | 10  | 6 | 3 | 1 | 2 | 24 | 18 | +6   |  | Candelária SC         |     | 5-3 | 6-4 | 5-1 |
| 2    | CE Noia       | 9   | 6 | 3 | 0 | 3 | 19 | 21 | -2   |  | CE Noia               | 4-3 |     | 4-1 | 5-4 |
| 3    | CP Vic        | 9   | 6 | 3 | 0 | 3 | 17 | 19 | -2   |  | CP Vic                | 4-3 | 3-1 |     | 4-2 |
| 4    | CGC Viareggio | 7   | 6 | 2 | 1 | 3 | 17 | 19 | -2   |  | CGC Viareggio         | 2-2 | 5-2 | 3-1 |     |

### Groupe D
Le groupe D est composé des équipes de US Coutras, 	RSC Cronenberg, FC Porto et Hockey Valdagno. L'équipe italienne remporte ce groupe devant le club de Porto.
| Rang | Équipe          | Pts | J | G | N | P | Bp | Bc | Diff |  | Résultats (dom.\ext.) |     |      |      |      |
| ---- | --------------- | --- | - | - | - | - | -- | -- | ---- |  | --------------------- | --- | ---- | ---- | ---- |
| 1    | Hockey Valdagno | 15  | 6 | 5 | 0 | 1 | 36 | 20 | +16  |  | Hockey Valdagno       |     | 10-3 | 7-3  | 7-3  |
| 2    | FC Porto        | 13  | 6 | 4 | 1 | 1 | 40 | 25 | +15  |  | FC Porto              | 5-1 |      | 11-4 | 11-1 |
| 3    | US Coutras      | 5   | 6 | 1 | 2 | 3 | 25 | 34 | -9   |  | US Coutras            | 5-7 | 7-7  |      | 4-0  |
| 4    | RSC Cronenberg  | 1   | 6 | 0 | 1 | 5 | 9  | 31 | -22  |  | RSC Cronenberg        | 1-4 | 2-3  | 2-2  |      |

## Final Eight
Le Final Eight se déroule à Andorre-la-Vieille, en Andorre, sur quatre jours du 18 mai au 21 mai 2011. Le HC Liceo bat le Reus Deportiu en finale sur le score de 7 à 4.
|  | Quarts de finale | Quarts de finale | Quarts de finale | Quarts de finale |               |               | Demi-finales | Demi-finales | Demi-finales | Demi-finales |  |  | Finale      | Finale      | Finale      | Finale      |
|  |                  |                  |                  |                  |               |               |              |              |              |              |  |  |             |             |             |             |
|  | 19 mai 2011      | 19 mai 2011      | 19 mai 2011      | 19 mai 2011      |               |               | 20 mai 2011  | 20 mai 2011  | 20 mai 2011  | 20 mai 2011  |  |  | 21 mai 2011 | 21 mai 2011 | 21 mai 2011 | 21 mai 2011 |
|  | 19 mai 2011      | 19 mai 2011      | 19 mai 2011      | 19 mai 2011      |               |               | 20 mai 2011  | 20 mai 2011  | 20 mai 2011  | 20 mai 2011  |  |  | 21 mai 2011 | 21 mai 2011 | 21 mai 2011 | 21 mai 2011 |
|  | FC Porto         | FC Porto         | 4                | 4                |               |               | 20 mai 2011  | 20 mai 2011  | 20 mai 2011  | 20 mai 2011  |  |  | 21 mai 2011 | 21 mai 2011 | 21 mai 2011 | 21 mai 2011 |
|  | FC Porto         | FC Porto         | 4                | 4                |               |               | 20 mai 2011  | 20 mai 2011  | 20 mai 2011  | 20 mai 2011  |  |  | 21 mai 2011 | 21 mai 2011 | 21 mai 2011 | 21 mai 2011 |
|  | FC Barcelone     | FC Barcelone     | 3                | 3                |               |               | 20 mai 2011  | 20 mai 2011  | 20 mai 2011  | 20 mai 2011  |  |  | 21 mai 2011 | 21 mai 2011 | 21 mai 2011 | 21 mai 2011 |
|  | FC Barcelone     | FC Barcelone     | 3                | 3                | FC Porto      | FC Porto      | 3(1)         | 3(1)         |              |              |  |  | 21 mai 2011 | 21 mai 2011 | 21 mai 2011 | 21 mai 2011 |
|  | 18 mai 2011      |                  |                  |                  | FC Porto      | FC Porto      | 3(1)         | 3(1)         |              |              |  |  | 21 mai 2011 | 21 mai 2011 | 21 mai 2011 | 21 mai 2011 |
|  |                  |                  | HC Liceo         | HC Liceo         | 3(2)          | 3(2)          |              |              |              |              |  |  | 21 mai 2011 | 21 mai 2011 | 21 mai 2011 | 21 mai 2011 |
|  | HC Liceo         | HC Liceo         | HC Liceo         | HC Liceo         | 3(2)          | 3(2)          | 7            | 7            |              |              |  |  | 21 mai 2011 | 21 mai 2011 | 21 mai 2011 | 21 mai 2011 |
|  | HC Liceo         | HC Liceo         | 20 mai 2011      |                  |               |               | 7            | 7            |              |              |  |  | 21 mai 2011 | 21 mai 2011 | 21 mai 2011 | 21 mai 2011 |
|  | CE Noia          | CE Noia          | 4                | 4                |               |               |              |              |              |              |  |  | 21 mai 2011 | 21 mai 2011 | 21 mai 2011 | 21 mai 2011 |
|  | CE Noia          | CE Noia          | 4                | 4                | HC Liceo      | HC Liceo      | 7            | 7            |              |              |  |  |             |             |             |             |
|  | 19 mai 2011      |                  |                  |                  | HC Liceo      | HC Liceo      | 7            | 7            |              |              |  |  |             |             |             |             |
|  |                  |                  | Reus Deportiu    | Reus Deportiu    | 4             | 4             |              |              |              |              |  |  |             |             |             |             |
|  | Hockey Valdagno  | Hockey Valdagno  | Reus Deportiu    | Reus Deportiu    | 4             | 4             | 2            | 2            |              |              |  |  |             |             |             |             |
|  | Hockey Valdagno  | Hockey Valdagno  |                  |                  |               |               |              |              |              |              |  |  |             |             |             |             |
|  | Reus Deportiu    | Reus Deportiu    | 4                | 4                |               |               |              |              |              |              |  |  |             |             |             |             |
|  | Reus Deportiu    | Reus Deportiu    | 4                | 4                | Reus Deportiu | Reus Deportiu | 3            | 3            |              |              |  |  |             |             |             |             |
|  | 18 mai 2011      |                  |                  |                  | Reus Deportiu | Reus Deportiu | 3            | 3            |              |              |  |  |             |             |             |             |
|  |                  |                  | Candelária SC    | Candelária SC    | 2             | 2             |              |              |              |              |  |  |             |             |             |             |
|  | Blanes HC        | Blanes HC        | Candelária SC    | Candelária SC    | 2             | 2             | 0            | 0            |              |              |  |  |             |             |             |             |
|  | Blanes HC        | Blanes HC        |                  |                  |               |               |              | 0            |              |              |  |  |             |             |             |             |
|  | Candelária SC    | Candelária SC    | 2                | 2                |               |               |              |              |              |              |  |  |             |             |             |             |
|  | Candelária SC    | Candelária SC    | 2                | 2                |               |               |              |              |              |              |  |  |             |             |             |             |
|  |                  |                  |                  |                  |               |               |              |              |              |              |  |  |             |             |             |             |

Le score entre parenthèses indique le score de la séance de tirs au but

## Classement des buteurs
|   | Buteur               | Club          | Buts |
| - | -------------------- | ------------- | ---- |
| 1 | Pablo Álvarez        | HC Liceo      | 16   |
| 2 | Raül Marín           | Reus Deportiu | 14   |
| 3 | Pedro Gil            | FC Porto      | 13   |
| - | Marc Gual            | Reus Deportiu | 13   |
| 5 | Jordi Bargalló       | HC Liceo      | 12   |
| 6 | Ricardo Barreiros    | HC Liceo      | 11   |
| - | Massimo Tataranni    | HM Valdagno   | 11   |
| 8 | Xavier Caldú Pintado | Reus Deportiu | 10   |
| - | Josep Lamas Alsina   | HC Liceo      | 10   |
| - | Reinaldo Ventura     | FC Porto      | 10   |